# Rika Zaraï
Rika Zaraï (geboren Rika Gozman) (Hebreeuws: ריקה זראי) (Jeruzalem, 19 februari 1938 – Parijs, 23 december 2020) was een Frans-Israëlisch zangeres. Zaraï zong in Hebreeuws, Engels, Frans, Italiaans, Spaans en Duits.
Haar hit Yerushala'im shel zahav (Jerusalem) (betekent "Stad van goud") werd in juni 1967, na de hereniging van Jeruzalem in de Zesdaagse Oorlog, uitgebracht, maar pas een jaar later een hit. Stad van goud heeft betrekking op de tempel en synagoges die blinken in de zon, stad van koper om de uren van verschrikking en moed die Jeruzalem samen met al zijn soldaten heeft doorgebracht en stad van licht voor de eeuwige hoop van Jeruzalem die mensen over de gehele wereld inspireert.
In zowel de Veronica Top 40 als in de destijds net opgerichte Hilversum 3 Top 30 kwam Alors je chante op nr. 10 terecht. Haar hit Alors je chante uit 1969 was een cover van Vivo Cantando, het winnende Spaanse songfestivalliedje dat jaar van Salomé. Ook de hit Dinge-dong van Teach-In werd door Zaraï gecoverd, en heet dan Le Petit Train.

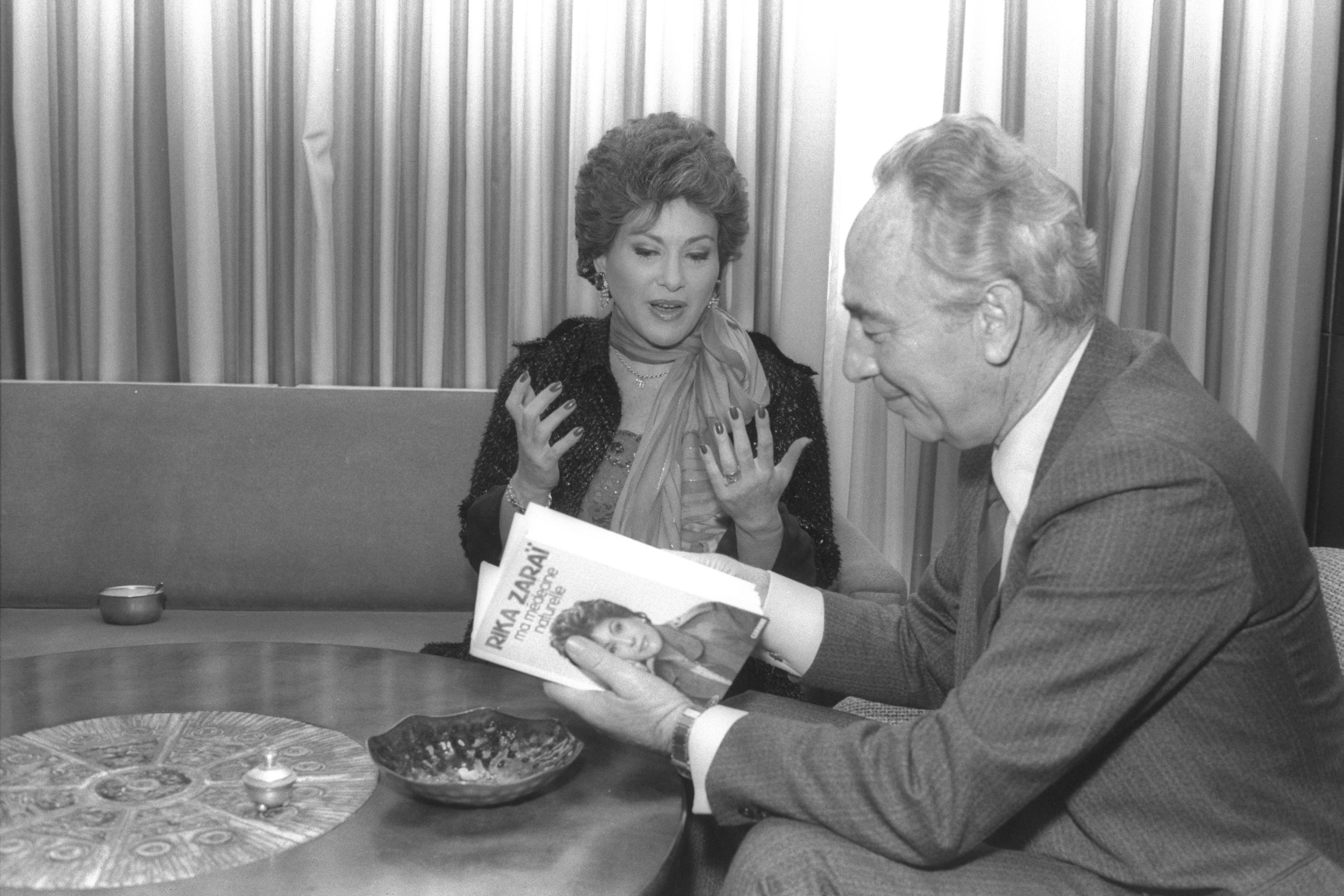
Zaraï presenteert haar boek aan Shimon Peres in 1986.

Vanaf het midden van de jaren 1970 hield ze zich intensief bezig met het gebied van de natuurgeneeskunde en schreef vervolgens, na elf jaar alternatieve geneeswijzen te hebben gestudeerd, een boek onder haar naam in 1985: Ma médecine naturelle (Engels: Mijn natuurlijke geneeskunde), waarvan 2 miljoen exemplaren zijn verkocht.
In 2008 raakte haar linkerkant verlamd door een beroerte.  Zaraï overleed in december 2020 op 82-jarige leeftijd.

## Persoonlijk
Haar vader kwam uit Odessa, toen onderdeel van het Russische Rijk, nu onderdeel van Oekraïne. Haar moeder werd geboren in Waloschyn, toen Polen, nu Wit-Rusland.
Zaraï was voor het eerst getrouwd in 1958 met de componist en dirigent Yohanan Zaraï (1929-2016). Het echtpaar kreeg een dochter, Yaël, geboren in 1959. De dochter woont met haar gezin in Los Angeles. In haar tweede huwelijk was Zaraï ongeveer 50 jaar getrouwd met Jean-Pierre Magnier, tot aan haar dood.

## Discografie

### Singles
| Single met eventuele hitnotering(en) in de Nederlandse Top 40 | Datum van verschijnen | Datum van binnenkomst | Hoogste positie | Aantal weken | Opmerkingen                      |
| ------------------------------------------------------------- | --------------------- | --------------------- | --------------- | ------------ | -------------------------------- |
| Exodus                                                        | 1961                  | 06-1961               | 16              | 8            | film uit 1960 van Otto Preminger |
| Yerushala'im shel zahav (Jerusalem)                           | 11-11-1967            | 30-11-1968            | 4               | 10           | #5 in de Parool Top 20           |
| Casatschok                                                    | 1969                  | 15-03-1969            | 39              | 1            | #14 in de Parool Top 20          |
| Alors je chante                                               | 1969                  | 06-09-1969            | 10              | 9            | #10 in de Hilversum 3 Top 30     |
| Les beaux jours                                               | 1972                  | 07-10-1972            | tip             |              | Alarmschijf                      |